# モグラ叩き

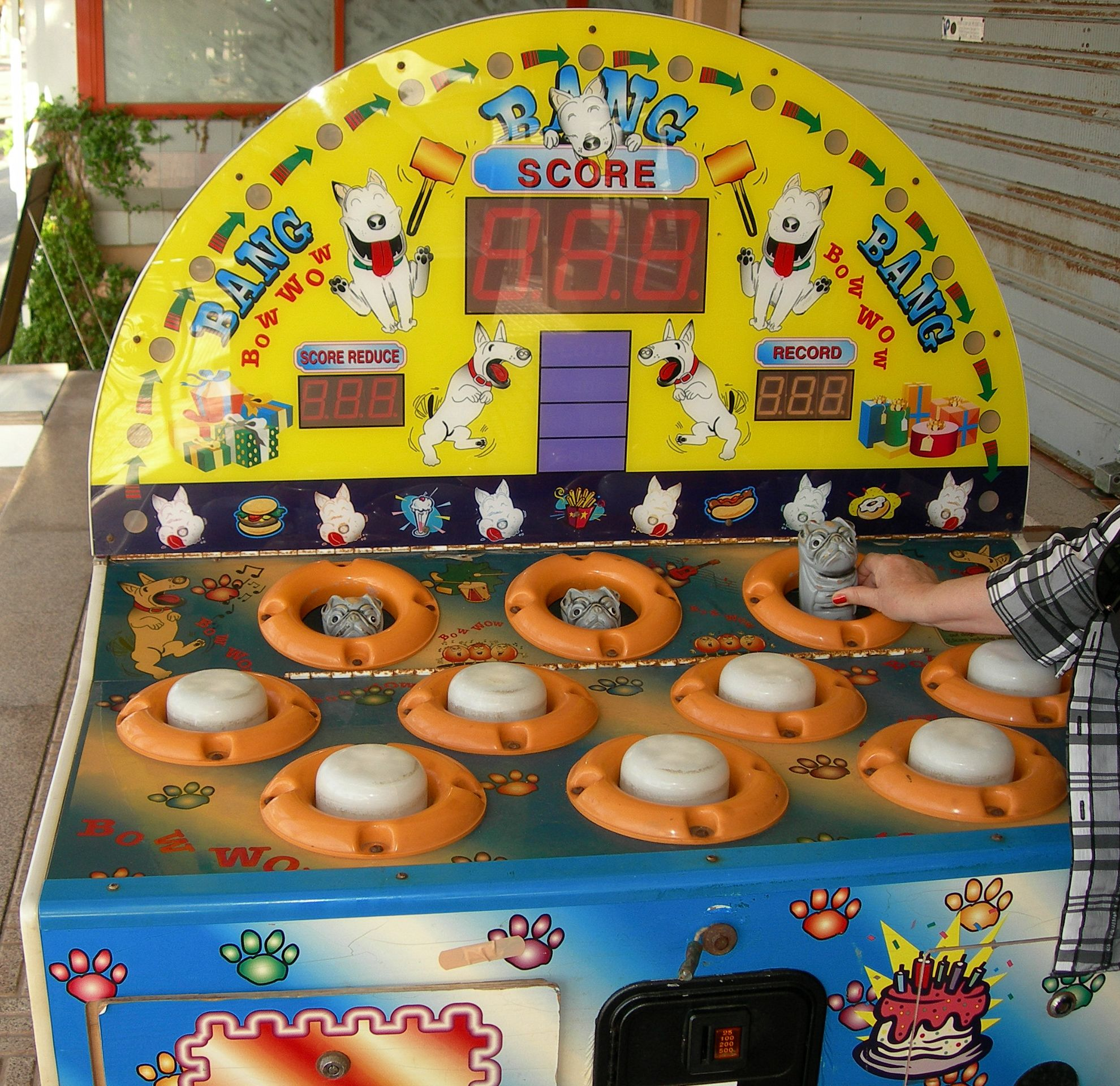
モグラ叩きを転用したエレメカ "Whac-A-Mole-Dog"

モグラ叩き（モグラたたき）は、エレメカの一種。遊技台に開いたいくつかの穴から出入りするモグラなどの人形を、ハンマーで叩いて得点を競うゲームの総称である。

## 概要
最初のモグラ叩きは、1975年、カトウ製作所が開発し、トーゴ（東洋娯楽機）によって発売されたエレメカ機『モグラ退治』である。ゲーム機にコインを投入すると、人工芝に覆われた台に開いた8つの穴から代わる代わるモグラが頭を出し、それを備え付けのハンマーで叩くと1点が加算される。ゲームは1分ほどの制限時間があり、時間内の得点を競う。20点以上を獲得するとゲーム機から賞賛の声が発せられるが、19点以下の場合は笑われてしまう。
トーゴはその後も、SF風の『UFO MOGURA』、対戦型の『対抗もぐら』、キャラクターを河童にした『カッパ退治』など、様々なタイプのモグラ叩きゲームをリリースし続けた。海外にも出荷され、1980年には北京の中山公園に「打地老鼠」の名称で設置された。トーゴが海外に販売した製品の中では、モグラ叩きゲームが最もよく売れたという。

## アミューズメント市場での競合品
トーゴの『モグラ退治』の大ヒットに伴い、当時のアミューズメント市場では競合他社からも多数の類似商品が発売された。その中でも1981年に発売されたナムコ（後のバンダイナムコアミューズメント）の『おかし大作戦』は、筐体がケーキをモチーフとした外観で、そこに巣くう「ピョコタン」というモンスターをハンマーで叩いて撃退数を競うという、女性受けしやすい親しみやすいデザインによりヒットした。
技術的にもキャラクターの駆動部には電磁浮遊方式を採用する等、機構部品を一切使用しないという新設計により、故障率が本家の物より大幅に低下してたなど優良な設計でもあった。ちなみに得点表示に7セグメントLEDが初めて採用されたタイトルでもある。
この他にも、ナムコは1989年に水平方向に開いた穴の奥から顔を出すワニを叩くという『ワニワニパニック』を発売し、こちらもヒットしロングラン製品となった。
『ワニワニパニック』のヒット以降オーソドックスなモグラ叩き機は減り、ナムコのエレメカシリーズを筆頭に、セガ・エンタープライゼス（後のセガ・インタラクティブ）によるモニター上に映る縦横無尽に動くターゲットをハンマーで叩くという、従来の機械式機種では味わえないビデオゲームと融合させた仕様の『タタコット』(1995年)、コナミ（後のコナミアミューズメント）による、6個のターゲットパッドをランプの指示に従ってパンチで叩く仕様で、モグラ叩きを縦にした構造である『パンチマニア 北斗の拳』(2000年)など、各社から趣向を凝らした機種が登場した。
ゲーム機以外にもモグラ叩きをモチーフ・発展させた製品が発売されており、ネットより発売されたパチスロ機『モグモグ風林火山』(2002年)や、前述の『ワニワニパニック』を高齢者向けリハビリサポート機としてカスタマイズした『ワニワニパニックRT』(2003年)などが存在する。

## 家庭用玩具の派製品
アミューズメントゲームだけではなく、家庭用の玩具としても数多く発売されている。1977年、バンダイから発売された純玩具『モグラたたきゲーム』は、モグラ叩きゲームが既にアミューズメントマシン市場で大ヒットしていたこともあり、100万個を超える大ヒットとなった。バンダイと南部工業株式会社（静岡県）の共同開発商品で、南部工業の開発デザイナーだった田辺俊之が原案、デザインをした。この商品は社会現象にまでなり、政治家の顔を使ったモグラ叩きなども出回った。その後、『ウルトラマン怪獣たたきゲーム』、『ごきぶりたたきゲーム』といった類似玩具を発売するが、こちらはヒットしなかった。
その他、家庭用ゲーム機のファミリーコンピュータでは、1989年にアイ・ジー・エスより『スーパーモグラたたき ぽっくんモグラー』が専用のマットとハンマー付きで発売された。
家庭用の玩具ではモグラを機械的に上下させる代わりに、頭頂部のLEDを点灯させることで叩くタイミングを知らせる仕様の商品がある。

## 転用
次々に頭を出すモグラを順に叩く様から、抜本的ではない対症療法的な対策の比喩として用いられる。開発スピードを重視し過ぎるなどしてバグの修正が困難となったアプリケーションに対して用いられることがある。